# District de Mikatakaminaka
Le district de Mikatakaminaka (三方上中郡, Mikatakaminaka-gun) est un district de la préfecture de Fukui au Japon.
Selon l'estimation du 1er décembre 2011, sa population était de 15 900 habitants pour une superficie de 178,65 km2, donnant ainsi une densité de population de 89 hab./km2.

## Municipalité du district
- Wakasa